# Albert Péter
Albert Péter (Budapest, 1967. január 10. –) magyar színész.

## Életpályája
Az Arany János Színház Színészképző Stúdiójában végzett 1990-ben. 1988-tól az Arany János Színház, 1994-től a Tivoli Színház tagja volt. 1996-tól szabadfoglalkozású színművész. Játszott többek között az Ivancsics Ilona és Színtársai társulatában, a Kalocsai Színházban, a Zsámbéki Nyári Színházban, a Független Színpadon, a tatabányai Jászai Mari Színházban, a Kolibri Pince színházban, a Holdvilág Kamaraszínházban, a Lurdy Színpadon, a Hókirálynő Meseszínpadon és a Batyu Színházban. 1995-től tagja a Trambulin Színház társulatának, és a Független Színpad társulati ügyvivője. Színházi szerepei mellett írással, rendezéssel is foglalkozik. 2020-tól a salgótarjáni Zenthe Ferenc Színház állandó társulatának tagja.

## Fontosabb színházi szerepei
- Plautus: A hetvenkedő katona... Öreg
- Molière: Képzelt beteg... Béralde (Argan öccse)
- Carlo Goldoni: Csetepaté Chioggiában... Vicenzo (halfelvásárló)
- Carlo Collodi – Csák György: Pinokkió története... Dzsepettó; Félszemű kalóz; Cirkuszigazgató; Tojás bácsi
- Mark Twain: Koldus és királyfi... Andrew atya, Hendon lovag
- Alekszandr Nyikolajevics Osztrovszkij: Erdő... Bodajev
- Oscar Wilde: Bunbury, avagy hazudj, ha tudsz... Lane (Algernon inasa)
- Harold Pinter: Hazatérés... Teddy
- Arthur Miller: Pillantás a hídról... Alfieri
- Luigi Pirandello: IV. Henrik... Giovanni, inas
- Peter Shaffer: Black Comedy... Harold Gorringe
- Peter Ensikat: A brémai muzsikusok... Gazda
- Raymond Queneau: Stílusgyakorlatok... szereplő
- Michael Frayn: Függöny fel!... Selsdon Mardell, betörő
- Tabarin Girard Antonie: Veszedelmes levelek... Lukács úr
- Tracy Letts: Augusztus Oklahomában... Charlie Aiken, Mattie férje
- Madách Imre – Csák György: Az ember tragédiája... Úr
- Petőfi Sándor: A helység kalapácsa... Fejenagy
- Szigligeti Ede: Liliomfi... Kányai (fogadós)
- Fazekas Mihály – Schwajda György: Ludas Matyi... Döbrögi; második liba
- Mikszáth Kálmán: Szent Péter esernyője... Sztolarik, Wibra gyámapja
- Tóth Ede – Örkény István: A falu rossza... Feledi Gáspár, falusi földművelő
- Bródy Sándor: A tanítónő... Főúr
- Hunyady Sándor: Lovagias ügy... Müller
- Heltai Jenő: A Tündérlaki lányok... Pista
- Rejtő Jenő: Vesztegzár a Grand Holtelban... Sergius
- Tersánszky Józsi Jenő: Kakuk Marci... Tömpe Ambró
- Gábor Andor: Dollárpapa... Csarada közjegyző, Hrabovszky képviselő
- Görgey Gábor: Komámasszony, hol a stukker?... Kiss
- Páskándi Géza: Furfangos Péter, avagy az egér farkincája... IV. Garasos Alajos király
- Schwajda György: Nincs többé iskola... Calgon
- Buda Ferenc: Mátyás király és a cinkotai kántor... Kántor
- Fésűs Éva: A kíváncsi királykisasszony... IV. Töhötöm Király
- Grimm fivérek: Hófehérke meg a törpék... Bagoly Bódog; Morgó; Tudor
- Kacsóh Pongrác: János vitéz... A falu csősze; Bartoló
- Zerkovitz Béla – Szilágyi László: Csókos asszony... Kubanek, hentes

## Bemutatott színpadi műveiből
- Hangemberek (2015, Újszínház)
- Mesék könyve-Jancsi és Juliska (bábjáték, 2012, Batyu Színház)

## Rendezéseiből
- A mesélő vasaló
- A szegény ember gazdagsága
- A titokzatos hóember
- A mesemalac

## Filmek, tv
- A Szórád-ház (1997)
- Gyilkosok (1999)
- Séta (1999)
- Öcsögök (2000)
- Tempó (2000)
- Vértakony (2000)
- Balra a nap nyugszik (2000)
- Uno (2002)
- Tesó (2003)
- Libiomfi (2003)
- Szeret, nem szeret (2003)
- Szőke kóla (2005)
- Fekete kefe (2005)
- Kész cirkusz (2005)
- Három séta (2005)
- Csöpp szivem (2005)
- Stambuch (2005)
- Előbb-utóbb (2006)
- Fekete fehér (2006)
- Barátok közt (2008)
- Hacktion: Újratöltve (sorozat, 2013)
- Nincs kegyelem (2016)
- Visitor (2016)
- Munkaügyek (2016)
- Ízig-vérig (2019)
- Hazatalálsz (2023)
- Legyetek szeretettel (2023)
- Pepe (2023)